# Castillo de Palenzuela
El castillo de Palenzuela es una construcción castrense situada en el extremo oriental de la villa de Palenzuela. Ocupa una posición estratégica sobre una terraza que domina el valle del Arlanza desde su margen derecha, próxima a la confluencia con el río Arlanzón. Palenzuela se encuentra a 38 kilómetros de su capital provincial, y se llega por un desvío de carretera la nacional N-622, que une Quintana del Puente con Lerma.

## Historia
Palenzuela fue cabeza del Alfoz de Palenzuela y posteriormente capital de la Merindad del Cerrato. Su castillo se documentó en el año 850, lo que no fue obstáculo para que en el 919 la localidad sufriera dos saqueos por las razias árabes. 
Los primeros señores cristianos de la villa fueron los condes de Castilla. A finales del siglo X fue dotada de fueros por el conde don Sancho García, nieto de Fernán González, fueros que fueron confirmados y ampliados por varios reyes.
Fue señorío de Álvaro Núñez de Lara en tiempos de Fernando III, quién lo perdió a favor de la Corona, al caer derrotado ante las tropas del rey y de Doña Berenguela. En el año 1295, Palenzuela fue señorío de Juan Núñez de Lara, que se rebeló contra María de Molina, regente durante la minoría de edad de Fernando IV, por lo que la villa fue sitiada y asediada durante casi medio año, y tras su toma retornó de nuevo a la corona.
Pedro I el Cruel cedió el señorío a su hermanastro Enrique de Trastámara. Al sublevarse la villa, la sitió personalmente en 1356, logrando la rendición a las tropas leales a cambio del perdón. Entregó el señorío a María de Padilla. En el año 1405 pertenecía a la reina Catalina, esposa de Enrique III.
En septiembre de 1425 Juan II convocó cortes en Palenzuela, que tuvieron lugar en el convento de San Francisco que se hallaba extramuros de la villa, y coinciden con el momento de máximo esplendor de la población. Pasó a los Almirantes de Castilla en 1429 y en 1444 fue lugar de enfrentamiento entre los reyes Juan II de Castilla y Juan de Navarra. En 1451, las fortalezas de Palenzuela, Hornillos y Cordovilla la Real, en poder de Alonso Enríquez de Quiñones, junto con la de Astudillo, en poder de su cuñado Juan de Tovar, se sublevaron contra Juan II y su favorito Álvaro de Luna. La villa fue asediada con artillería, y se rindió en enero del año siguiente. El rey entregó Palenzuela a su hijo Enrique, y en 1454 volvió de nuevo a los Almirantes de Castilla.
En la Guerra de la Independencia (1808-1814), Palenzuela fue ocupada en varias veces por las fuerzas  francesas, que tenían su cuartel general en Quintana del Puente. En 1813, el mariscal Soult se apropió del palacio de los Jalón, lugar donde pasaba noche José Bonaparte cuando más tarde abandonara el país.
Fue famosa la prisión de la fortaleza que se reservaba para grandes delitos o delitos políticos, quedando prohibido desde mediados del siglo XV encerrar en la misma a los vecinos de la villa.
Existió otro castillo, ya desaparecido en 1218, que se encontraba en el despoblado de El Moral, en la confluencia de los ríos Arlanza y Arlanzón.